# Центурия
Центурия (лат. centuria — сотня; от лат. centum — сто):

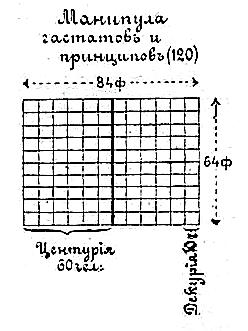
Центурия
на схеме построения к статье «Манипула». Военная энциклопедия Сытина, Санкт-Петербург, 1911 — 1915 годы.

- формирование (подразделение и призывная единица[1]) в римском войске, отряд войска из 100 всадников[2] или пехотинцев[3];
- электоральная группа римлян, каждая сотня (центурия) обладала одним голосом[4] (suffragium[5]).

Также центурией называлась мера площади, составлявшая 100 хередий, или 200 югеров — 50,364 га, она имела значительную роль как мера земли при колонизации Европы и Африки, но постоянство её размера с течением времени утратилось, и известная книга Нострадамуса — «Центурии» («Столетия»).

## История
По всем древнеримским преданиям разделение общества на центурии теснейшим образом связано с делением древних римлян на классы и носили, как и последнее, частью политический, частью военный характер были сделаны Сервием Тулием, который пожелал поставить как подати и военную службу, так и участие каждого гражданина в делах государства (в комициях) в зависимость от имущества граждан Рима.

### Военное дело
В военном деле центурия, как призывная единица, первоначально ставившая в строй войска одну центурию, то есть сотню пехотинцев или всадников. Однако, очень рано она стала функционировать исключительно как призывное деление, не связанное определенным числом выставляемых солдат. Со времен Сервия Туллия все граждане — собственники недвижимого имущества были обязаны с 17 лет нести военную службу.
Пролетарии, в соответствии с конституцией Сервия Туллия, не несли строевой службы, рабы в войско вообще не допускались.
В легионе было 60, при Империи 59 центурий. По мнению большинства военных специалистов, первоначально центурия насчитывала действительно около 100 человек личного состава, что примерно соответствует современной роте в вооружённых силах, хотя имеются возражения. Некоторые авторы ссылаются на то, что во времена царского периода, в Риме просто не хватило бы военнослужащих на 193 центурии (по реформе Сервия Туллия), в результате чего размер центурии оказался меньше положенного. В эпоху Римской республики — 60 человек, после реформы Гая Мария — 100 человек.
Центурии делились на контубернии численностью по 10 человек; две центурии составляли манипул, несколько манипул — когорту; сама же центурия не выступала в бою в качестве самостоятельного тактического формирования. Центурии первой когорты легиона были удвоенного, против обычного, состава. Командовал центурией центурион низший чин римской военной иерархии, контубернии в её составе возглавлялись деканами.

### Политика
В римской политике центурия являлась голосовой единицей важнейшей всенародной формы народного собрания — центуриатных комиций (так называемых comitiatus maximus).
Кроме того, центуриями назывались электоральные группы древних римлян; некоторые из них обладали прерогативой. Они были введены царём Сервием Туллием (VI век до н. э.), который разделил всех римских граждан на V имущественных классов (помимо не соответствовавших цензу — так называемых пролетариев), обязанных выставлять в войско каждый — указанное количество определённым образом вооружённых центурий — всего 193 центурии. В результате, каждый римский гражданин оказывался с достижением совершеннолетия приписанным к одной из центурий своего класса. По этим центуриям также происходило голосование на народном собрании, точнее, на одном из видов народного собрания — центуриатных комициях. В классическую эпоху это деление было уже пережитком, напоминавшим о себе только во время центуриатных комиций.